# Cantaracillo
Cantaracillo is een gemeente in de Spaanse provincie Salamanca in de regio Castilië en León met een oppervlakte van 37,07 km². Cantaracillo telt 204 inwoners (1 januari 2016).

## Demografische ontwikkeling
Bron: INE, 1857-2011: volkstellingen